# Fen Drayton
Fen Drayton – wieś w Anglii, w hrabstwie Cambridgeshire, w dystrykcie South Cambridgeshire. Leży 15 km na północny zachód od miasta Cambridge i 88 km na północ od Londynu. W 2001 miejscowość liczyła 827 mieszkańców.